# Jednotková matice
V lineární algebře označuje pojem jednotková matice řádu {\displaystyle n} čtvercovou matici {\displaystyle n\times n}, která má na hlavní diagonále jedničky a na ostatních místech nuly. Jednotková matice řádu {\displaystyle n} se značí {\displaystyle \mathbf {I} _{n}} nebo {\displaystyle \mathbf {E} _{n}}. Index je možné vynechat a psát jen {\displaystyle \mathbf {I} } nebo {\displaystyle \mathbf {E} }, je-li velikost nepodstatná nebo lze-li ji odvodit z kontextu.{\displaystyle \mathbf {I} _{1}=\mathbf {E} _{1}={\begin{pmatrix}1\end{pmatrix}},\ \mathbf {I} _{2}=\mathbf {E} _{2}={\begin{pmatrix}1&0\\0&1\end{pmatrix}},\ \mathbf {I} _{3}=\mathbf {E} _{3}={\begin{pmatrix}1&0&0\\0&1&0\\0&0&1\end{pmatrix}},\ \cdots ,\ \mathbf {I} _{n}=\mathbf {E} _{n}={\begin{pmatrix}1&0&\cdots &0\\0&1&\ddots &\vdots \\\vdots &\ddots &\ddots &0\\0&\cdots &0&1\end{pmatrix}}}

## Vlastnosti
Jednotková matice je neutrálním prvkem vzhledem k součinu matic, tj. platí {\displaystyle {\boldsymbol {A}}\mathbf {I} ={\boldsymbol {A}}} a {\displaystyle \mathbf {I} {\boldsymbol {A}}={\boldsymbol {A}}}, kdykoli je příslušný součin matic definován. 
Jednotková matice je regulární, protože je inverzní sama k sobě. Zároveň je symetrická i ortogonální. Nemění se umocňováním. Její odmocnina (tj. matice {\displaystyle {\boldsymbol {A}}} splňující {\displaystyle {\boldsymbol {A}}^{2}=\mathbf {I} }) není jednoznačná. Odmocninou může být opět jednotková matice, ovšem existují také odmocniny nediagonální, např.{\textstyle {\begin{pmatrix}4/5&3/5\\3/5&-4/5\\\end{pmatrix}}} i nesymetrické. 
Jednotková matice je speciálním případem diagonální matice.